# Peta Nocona
Peta Nocona (? - 1860) fou un cabdill indi nord-americà què governà els comanxes noconis entre la dècada del 1830 i 1860. Fou el marit de Cynthia Ann Parker í pare de Quanah Parker. Peta Nocona fou arrestat a Fort Parker el maig del 1836, quan Cynthia Ann Parker fou empresonada. La seva muller i llurs fills foren empresonats i el seu clan separat el 18 de desembre de 1836 a Pease River en una batalla amb el capità Lawrence Sullivan Ross i els seus rangers.

## Denominació
Algunes fonts indiquen que el seu nom significa "aquell que viatja sol i torna".